# Calgary-Fish Creek
Circonscription électorale provinciale du Canada
Calgary-Fish Creek est une circonscription électorale provinciale de l'Alberta (Canada), située dans le sud de Calgary. Elle prend son nom du Parc provincial de Fish Creek (ruisseau des poissons), et le ruisseau du même nom qui fait la frontière sud de la circonscription. 
Son député actuel est le conservateur Myles McDougall.

## Liste des députés
| Années | Années          | Député           | Parti politique           |
| ------ | --------------- | ---------------- | ------------------------- |
|        | 1979 - 1982     | William Payne    | Progressiste-conservateur |
|        | 1982 - 1986     | William Payne    | Progressiste-conservateur |
|        | 1986 - 1989     | William Payne    | Progressiste-conservateur |
|        | 1989 - 1993     | William Payne    | Progressiste-conservateur |
|        | 1993 - 1997     | Heather Forsyth  | Progressiste-conservateur |
|        | 1997 - 2001     | Heather Forsyth  | Progressiste-conservateur |
|        | 2001 - 2004     | Heather Forsyth  | Progressiste-conservateur |
|        | 2004 - 2008     | Heather Forsyth  | Progressiste-conservateur |
|        | 2008 - 2010     | Heather Forsyth  | Progressiste-conservateur |
|        | 2010 - 2012     | Heather Forsyth  | Wildrose                  |
|        | 2012 - 2015     | Heather Forsyth  | Wildrose                  |
|        | 2015 - 2019     | Richard Gotfried | Progressiste-conservateur |
|        | 2019 - 2023     | Richard Gotfried | Conservateur uni          |
|        | 2023 - en cours | Myles McDougall  | Conservateur uni          |